# May Sabai Phyu
May Sabai Phyu (birmano:မေစံပယ်ဖြူ también transcrito como May Sabe Phyu, Jingpo: Lashi Labya Hkawn Htoi; Rangún, 5 de agosto de 1976) es una activista birmana de Kachin. Promotora de los derechos humanos, la libertad de expresión, la paz, la justicia para las minorías étnicas de Myanmar, la antiviolencia en el Estado Kachin y últimamente combate la violencia contra mujeres promoviendo asuntos de igualdad del género.

## Biografía
Phyu nació en Rangún, Myanmar de Kachin madre y padre birmano. Es la mayor de cuatro hijas. Casada con Patrick Kum Ja Lee tiene dos hijas y un hijo.

### Carrera
Phyu esta graduada en Ciencias por Matemáticas en la Universidad de Educación de Distancia, Rangún, y un máster en Género y Estudios de Desarrollo del instituto asiático de Tecnología Tailandia donde su tesis exploró los impactos de género en la salud de la construcción de la presa Myitsone, ampliamente opuesta, en el estado de Kachin, Myanmar.
Ha trabajado en los programas de desarrollo de la Organización de las Naciones Unidas como Especialista de Educación de la Salud, y con Médicos Sin Fronteras-Países Bajos en una variedad de funciones, incluyendo Supervisora de Educación de la Salud y Líder de equipo del Programa de Consejería de Atención y Apoyo en VIH / SIDA a las personas que viven con VIH / SIDA.
En 2008, contribuyó decisivamente a la formación del Grupo de trabajo técnico interinstitucional para la protección de la mujer durante la respuesta al ciclón Nargis. El grupo se formó para aliviar las dificultades causadas por la tormenta. Inmediatamente, la tormenta cambió la composición de los hogares, dejando 14 de cada 100 hogares encabezados por mujeres, la mayoría de ellos viudas. Además, hubo un fuerte aumento en el número de mujeres que practicaban sexo por dinero, comida o favores. Como estos hogares eran vulnerables, tanto en términos de pobreza como de seguridad, el grupo se centró de inmediato en métodos para proporcionar una vivienda satisfactoria, educación sexual, capacitación laboral y redes de apoyo. Debido a los esfuerzos del grupo, dieciocho meses después del ciclón, las condiciones de estas mujeres vulnerables parecían haber vuelto a la normalidad.
Una vez que se estabilizó la situación del socorro en casos de desastre, el Grupo de Trabajo se convirtió en la Red de Igualdad de Género, con May Sabai Phyu como Coordinadora Principal. En 2012, este grupo ayudó al gobierno en la redacción del Plan Estratégico Nacional para el Adelanto de la Mujer. La organización trabaja activamente por la igualdad de género y el desarrollo de estrategias para mitigar y prevenir la violencia contra mujeres y niñas [6]. Como directora de la Red de Igualdad de Género, Phyu lleva a cabo una promoción amplia y de alto nivel sobre los derechos de las mujeres y las cuestiones de igualdad de género, y supervisa la implementación de las estrategias de la red. iniciativas para promover políticas nacionales equitativas. Ha desempeñado un papel importante en llevar a la red a una nueva etapa de promoción de alto impacto basada en evidencia a través de la producción de investigación procesable.
Phyu ha sido fundamental en el desarrollo de la red de dos proyectos de investigación innovadores: un estudio de investigación cualitativa sobre la violencia contra la mujer; y análisis de las prácticas sociales y las normas culturales basadas en el género en el contexto de Myanmar. La finalización de Behind the Silence: Violence Against Women and their Resilience marca un paso importante en el avance de la conciencia y la acción para poner fin a la violencia contra las mujeres en Myanmar. Este estudio es uno de los primeros en examinar sistemáticamente los incidentes de violencia contra las mujeres en la población en general y proporcionar un análisis sobre los diferentes tipos de violencia, sus consecuencias, causas y estrategias de afrontamiento de las mujeres. Un segundo estudio pionero sobre las prácticas sociales y culturales y su impacto en la igualdad de género, examina las narrativas históricas y los puntos de vista culturales y religiosos contemporáneos de mujeres y hombres en Myanmar, incluidos los cambios culturales y las formas en que las normas influyen en las actitudes y el comportamiento. El estudio llamado Levantando el telón: normas culturales, prácticas sociales e igualdad de género en Myanmar describe los estereotipos y las percepciones de las mujeres en la economía, la educación, el deporte, la salud y los medios de comunicación. El informe sugiere formas en las que sectores específicos y movimientos más amplios pueden identificar y cambiar el discurso y las prácticas culturales generalizadas que plantean barreras al empoderamiento de las mujeres.
A través de la red, Phyu está actualmente co-coordinando un proceso de reforma legal con varias partes interesadas para redactar la primera ley del país sobre la prevención de la violencia contra la mujer mediante la creación de nuevos delitos penales para una variedad de tipos de violencia, recursos civiles y régimen para la implementación de la ley, incluidos programas de educación y capacitación, y nuevo sistema de justicia y procedimientos de resolución de disputas. La nueva ley propuesta cubre una serie de cuestiones que no se abordan actualmente, como la violación conyugal, el incesto, el acecho, la violencia contra la mujer relacionada con la tecnología y el establecimiento de órdenes de protección.También ha desempeñado un papel de liderazgo en la oposición al muy controvertido proyecto de ley de protección de la raza y la religión, que fue aprobado en 2015 y tiene importantes implicaciones para los derechos de las mujeres en Myanmar. El proyecto de ley propuesto infringe la libertad de religión y se dirige específicamente a los grupos minoritarios. Durante su campaña contra el proyecto de ley, fue víctima de llamadas telefónicas de odio dirigidas a su teléfono personal, que a menudo eran hasta 100 llamadas amenazantes y abusivas por noche.

## Peligros de participar en el activismo en Myanmar
Después de que se reanudaran las hostilidades entre la Organización para la Independencia de Kachin y el ejército de Myanmar en 2012, Phyu cofundó la Red de Paz de Kachin y la Red de Paz de Mujeres de Kachin para crear conciencia sobre la situación de los desplazados internos (PDI). Aboga por el fomento de la confianza interétnica y la participación de las mujeres en el proceso de paz para resolver este conflicto civil. Como co-coordinadora de ambas organizaciones, organizó el primer evento público para plantear los problemas de los desplazados internos en los principales medios de comunicación y ha realizado viajes de exposición de los medios a los campamentos de desplazados internos. Tras una manifestación pacífica que pedía el fin de la guerra civil en Rangún, donde la libertad de asociación aún está restringida, Phyu fue acusada junto con un coorganizador. Durante los siguientes 14 meses, hicieron 120 comparecencias en seis tribunales y finalmente pagaron multas de 20 000 kyats (aproximadamente 20 dólares estadounidenses) en dos tribunales, y los cargos fueron desestimados en virtud de una amnistía presidencial.
El 14 de octubre de 2015, cuando estaba en el extranjero en un viaje de defensa, la policía de la Brigada Especial de Birmania arrestó a su esposo Patrick Kum Jaa Lee en su casa. Fue enviado a la famosa prisión Insein del país sin orden judicial. La autoridad lo acusó de burlarse del comandante en jefe de las fuerzas armadas del país, Min Aung Hlaing, en Facebook. A diferencia de ella, Patrick Kum Jaa Lee era un trabajador humanitario que no tiene antecedentes de expresarse abiertamente contra el gobierno de Myanmar y las campañas militares o unirse a ningún tipo de activismo. El 22 de enero de 2016, la Corte lo declaró culpable de “difamación en línea” y lo condenó a seis meses de prisión. Fue un ejemplo de presión e intimidación contra activistas que se pronuncian en contra de los movimientos budistas antimusulmanes y ultranacionalistas en el país. Phyu es una de las activistas birmanas más destacadas de la sociedad civil que ha criticado la aprobación de cuatro de las llamadas "leyes de protección racial y religiosa" aprobadas por el Parlamento en 2015 y defendidas por la Asociación para la Protección de la Raza, dirigida por monjes budistas y Religión, o en birmano, Ma Ba Tha, ella y muchos otros activistas han sido objeto de amenazas de muerte y han sido tildados de "traidores" por los monjes de alto nivel y sus partidarios. Su trabajo para construir la paz entre las minorías étnicas y religiosas requiere que se pronuncie contra la injusticia, pero su familia está pagando el precio.Ha hablado en varios talleres de derechos humanos en Myanmar abogando por los derechos de las personas con discapacidad y la promoción y protección de los derechos humanos.

## Premios y reconocimientos
Por su liderazgo en la defensa de los derechos plenos e iguales de las mujeres y las minorías étnicas y religiosas en Myanmar, May Sabe Phyu fue honrada con el Premio Internacional de Mujeres de Coraje otorgado por el Departamento de Estado de los Estados Unidos de América en 2015.
Después de Zin Mar Aung, es la segunda mujer de Birmania en recibir este premio. Más tarde, muchos medios de comunicación locales e internacionales la catalogaron como una de las mujeres líderes inspiradoras en el cambio de la sociedad de Myanmar. También ha sido reconocida como exalumna distinguida por la Asociación de Antiguos Alumnos del Instituto Asiático de Tecnología (AIT) (AITAA), Tailandia, en septiembre de 2015, donde obtuvo su primera maestría en Estudios de Género y Desarrollo.
En 2018, estudió en la Escuela de Gobierno John F. Kennedy de la Universidad de Harvard (también conocida como Harvard Kennedy School y HKS) para un programa de Administración Pública de mitad de carrera de un año como una de las becarias Mason.